# Lindqvist Nunatak
Il Lindqvist Nunatak è un nunatak che si trova 6 miglia nautiche (11 km) a sud dei Chevreul Cliffs, innalzandosi fino a 1.470 m nella parte orientale del Nevaio Shotton, nella Catena di Shackleton, nella Terra di Coats in Antartide.
Fu fotografato dagli aerei della U.S. Navy nel 1967 e indagato successivamente nel 1968-71 dalla British Antarctic Survey. Ricevette questa denominazione dal Comitato britannico per i toponimi antartici in associazione con il gruppo degli esploratori polari presenti nella zona, in onore dello svedese Frans W. Lindqvist, che nel 1892 aveva inventato il fornello portatile pressurizzato "Primus stove".